# Žutogrla kuna
Žutogrla kuna (Martes flavigula), ili himalajska kuna, vrsta je unutar roda Martes koju pronalazimo u Aziji. 
Raspon njenog staništa uključuje umjerene planinske šume Himalaja, jugoistočne i istočne Azije, uključujući Ruski daleki istok i Korejski poluotok. 

## Opis
U pravilu je samotna životina. Od kune bjelice razlikuje se po veličini i dugim udovima i repom; njezin rep sačinjava gotovo polovicu ukupne duljine tijela (dug je od 380 do 430 milimetara). Odrasla jedinka teži i do 3,4 kilograma, a duljina njezinog tijela može iznositi i do jednog metra.
Veći dio vremena žutogrla kuna provodi na drveću te je dobar penjač.
Žutogrlu kunu može se naći u Bangladešu, Butanu, Kambodži, Kini, Indiji, Indoneziji, Sjevernoj i Južnoj Koreji, Laosu, Maleziji, Mijanmaru, Nepalu, Pakistanu, Rusiji, Tajvanu, Tajlandu i Vijetnamu. Boravi u umjerenim šumama. Žutogrla kuna jedina je vrsta roda Martes koja je viđena u tropskim i subtropskim šumama.
Međunarodni savez za očuvanje prirode navodi podvrstu M. f. robinsoni, koja obitava na otocima Jave u Indoneziji, kao ugroženu vrstu.

## Drugi projekti
|  | Zajednički poslužitelj ima stranicu o temi Martes flavigula |
|  | Wikivrste imaju podatke o taksonu žutogrloj kuni            |